# Gvardejsk
Gvardejsk (rus. Гварде́йск, njem. Tapiau do 1946.) je grad u Kalinjingradskoj oblasti u Rusiji, smješten na desnoj obali rijeke Pregolje, 38 km istočno od Kalinjingrada.
Prvi put se spominje 1255. kao tvrđava starih Prusa. Teutonski vitezi su gradili svoj dvorac u razdoblju od 1283. – 90. i ostavljali pismohrane o Redu u dvorcu u razdoblju 1469. – 1722.
Slikar Lovis Corinth je rođen u ovom gradu, a u ovom gradu je umro Albert Pruski 1568.
Od znamenitosti, u gradu su još crkva iz 1502. i ruševine dvorca, obnovljenog i prenamijenjenog u sirotište 1879.
Grad je prešao iz njemačke pod sovjetsku vlast 1945. koncem drugog svjetskog rata. 
Broj stanovnika: 14.572 (2002.) 

### Vanjska poveznica
- StranicaWebsite on Tapiau